# Staatswoningen in Košice
Aan de oostelijke rand van het historische centrum (Staré Mesto) van Košice, en meer bepaald ingesloten tussen de straten Štefánikova ulica, Podtatranského en Stará baštova, bevindt zich een uitgebreid complex woongelegenheden dat in de jaren 1921 tot 1924 werd geconstrueerd. De appartementen in dit woonblok werden toentertijd staatswoningen van de Tsjecho-Slowaakse ambtenaren genoemd.

## Geschiedenis
Het grote bouwwerk, opgetrokken volgens een ingewikkelde plattegrond, omsluit drie binnenplaatsen in openlucht. Het is gelegen op een plek waar in een ver verleden een uitgestrekte tuin en een begraafplaats van de Hervormde Kerk lagen.
Vlak bij het westelijk deel van het gebouw (aan de Stará baštová-straat) bevindt zich het Bastion van de beul dat op zijn beurt grenst aan Rodošto: het herdenkingshuis van Frans II Rákóczi (°1676 - †1735).
De noordelijke zijgevel van het blok (in de Štefánikova-straat) bestaat uit een blinde muur zonder aansluiting met andere gebouwen.
Het indrukwekkende complex werd destijds opgetrokken door bouwfirma Hugo Kabos uit Košice.
De Slowaakse dichter en pedagoog Anton Prídavok woonde hier enige tijd in een appartement.
Schrijfster Ľubica Poklembová vermeldt Bedřich Bendelmayer (°1871 - †1932) uit Praag als architect van dit bouwwerk.
Op 13 februari 1981 werd het wooncomplex opgenomen in de lijst van de culturele monumenten van Slowakije en later werd het ingedeeld bij de rijksmonumenten.

## Illustraties

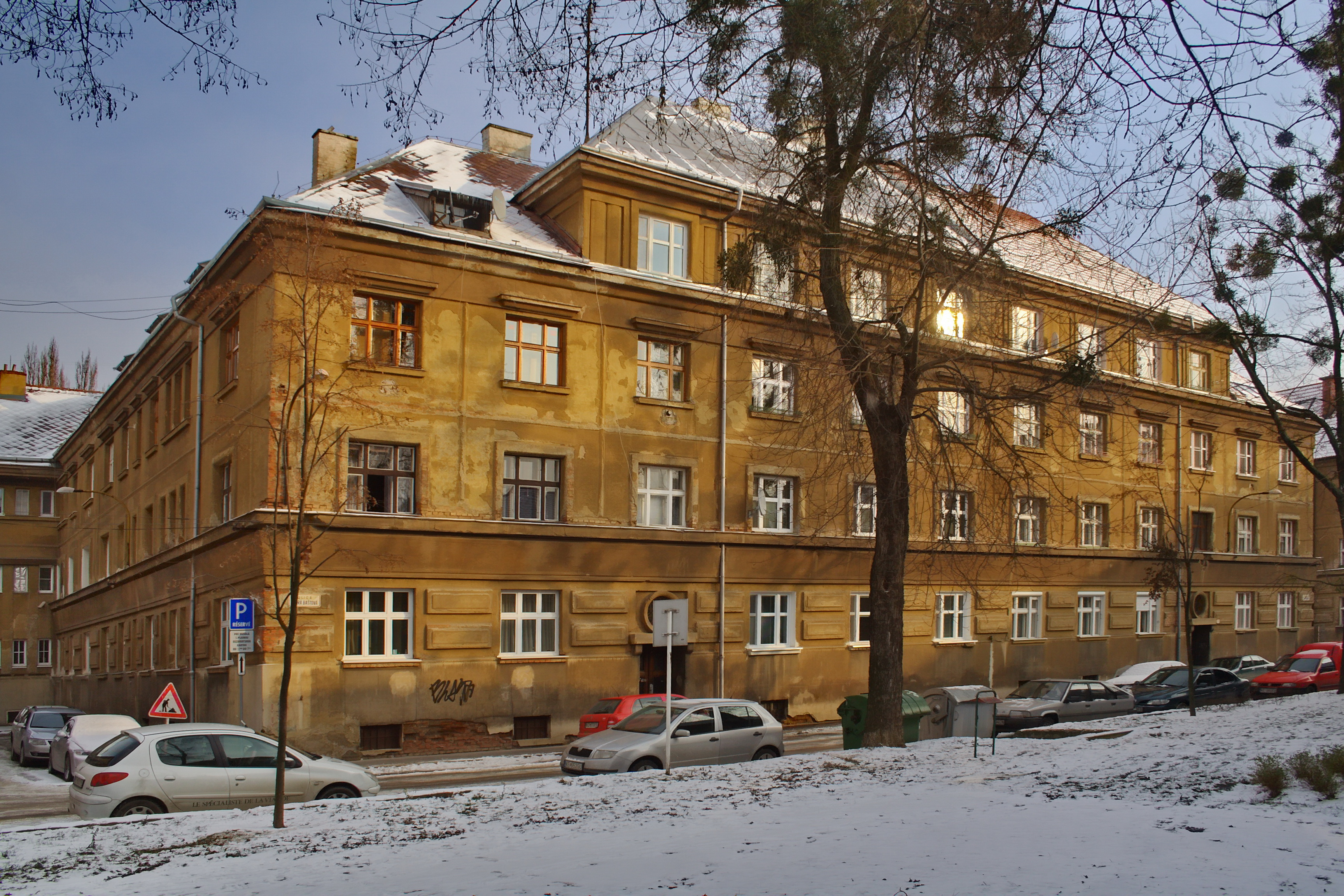
Aanzicht van het appartementsblok in de Stará baštová ulica.
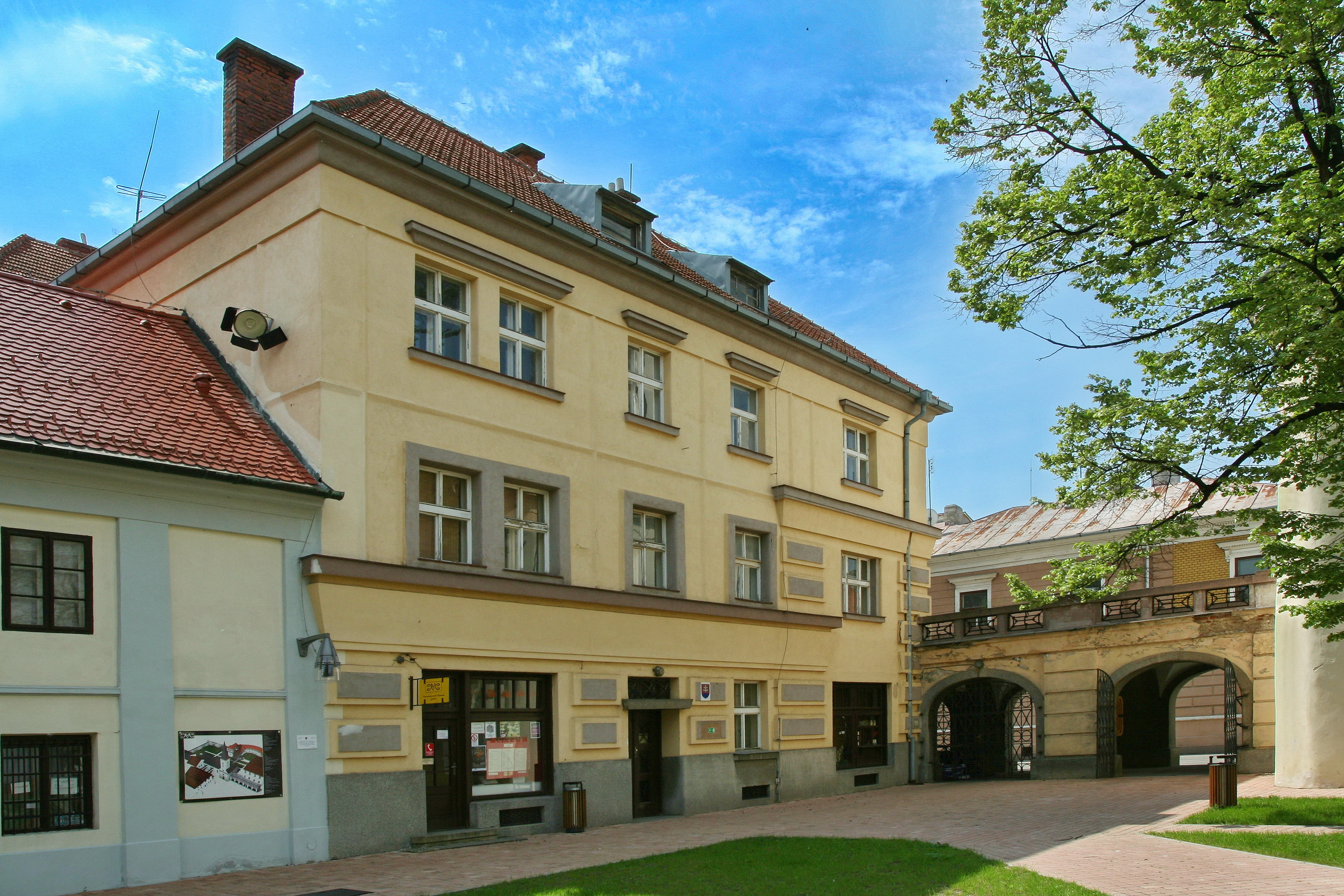
Het blok ligt vlak bij de binnenplaats van Rodošto.
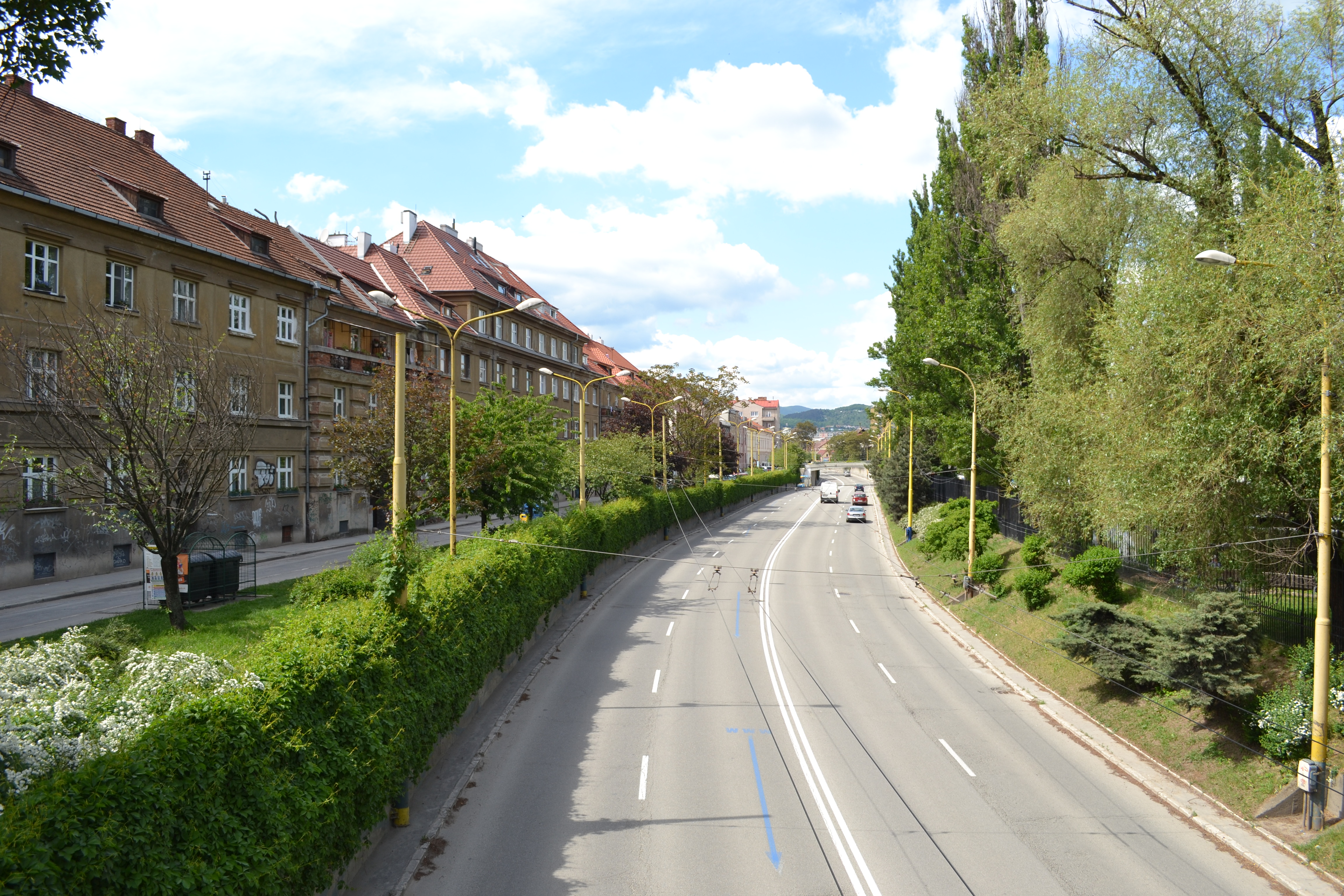
Op de voorgrond (links): aanzicht van het blok in de Štefánikova ulica.